# St. Hubertus (Fulda-Oberrode)
| St. Hubertus (Fulda-Oberrode) | St. Hubertus (Fulda-Oberrode) |
| ----------------------------- | ----------------------------- |
|                               |                               |
| Ort                           | Oberrode                      |
| Konfession                    | römisch-katholisch            |
| Diözese                       | Fulda                         |
| Patrozinium                   | St. Hubertus                  |
| Baujahr                       | 1963                          |
| Bautyp                        | Saalkirche                    |
| Funktion                      | Filialkirche                  |

St. Hubertus ist eine römisch-katholische Filialkirche im Fuldaer Stadtteil Oberrode im osthessischen Landkreis Fulda (für die Stadtteile Oberrode und Mittelrode), die zum Bistum Fulda gehört und dem Dekanat Fulda zugeordnet ist.
Das Kirchengebäude steht unweit der L 3139 am Hubertusring 10.

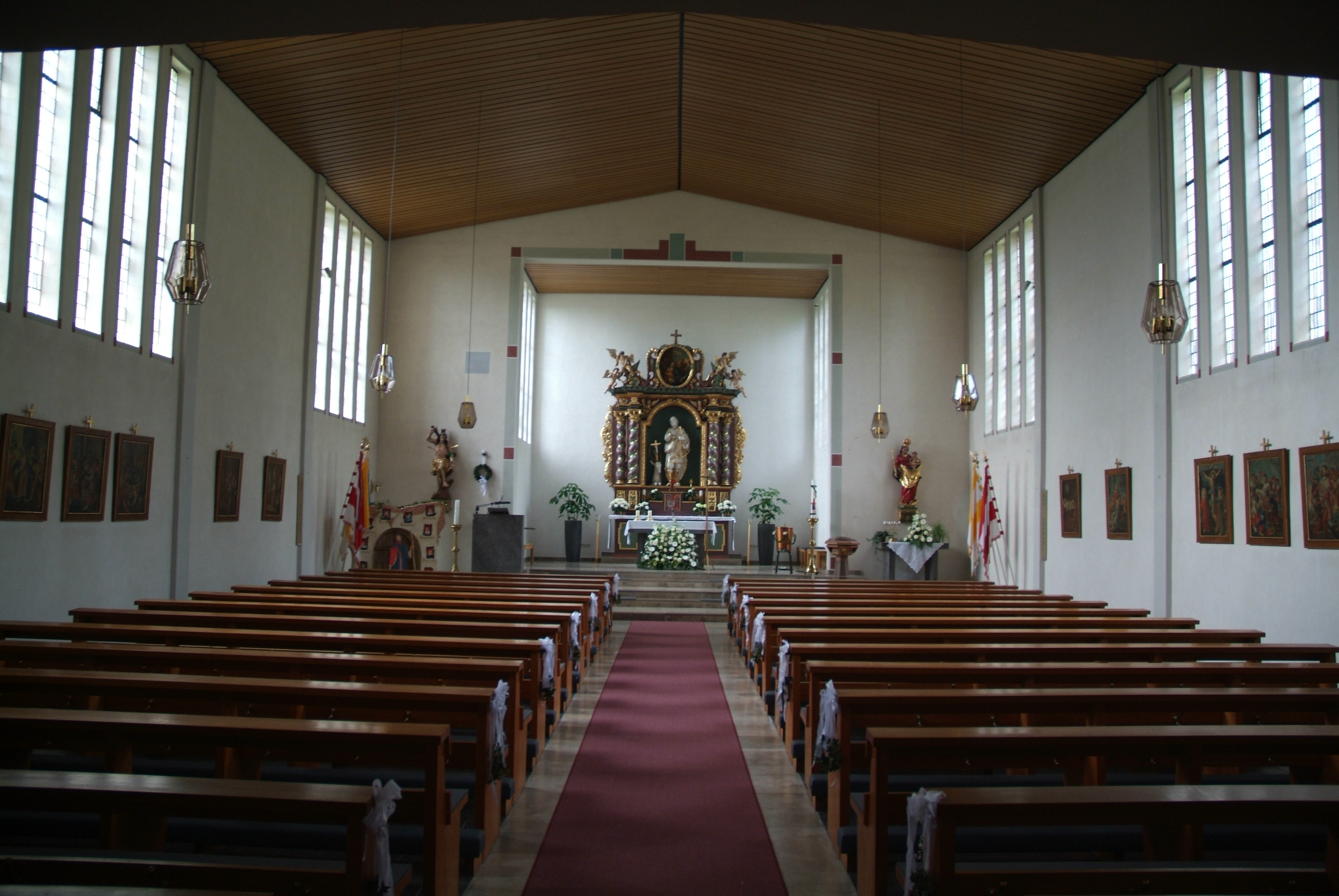
Innenansicht Richtung Altar

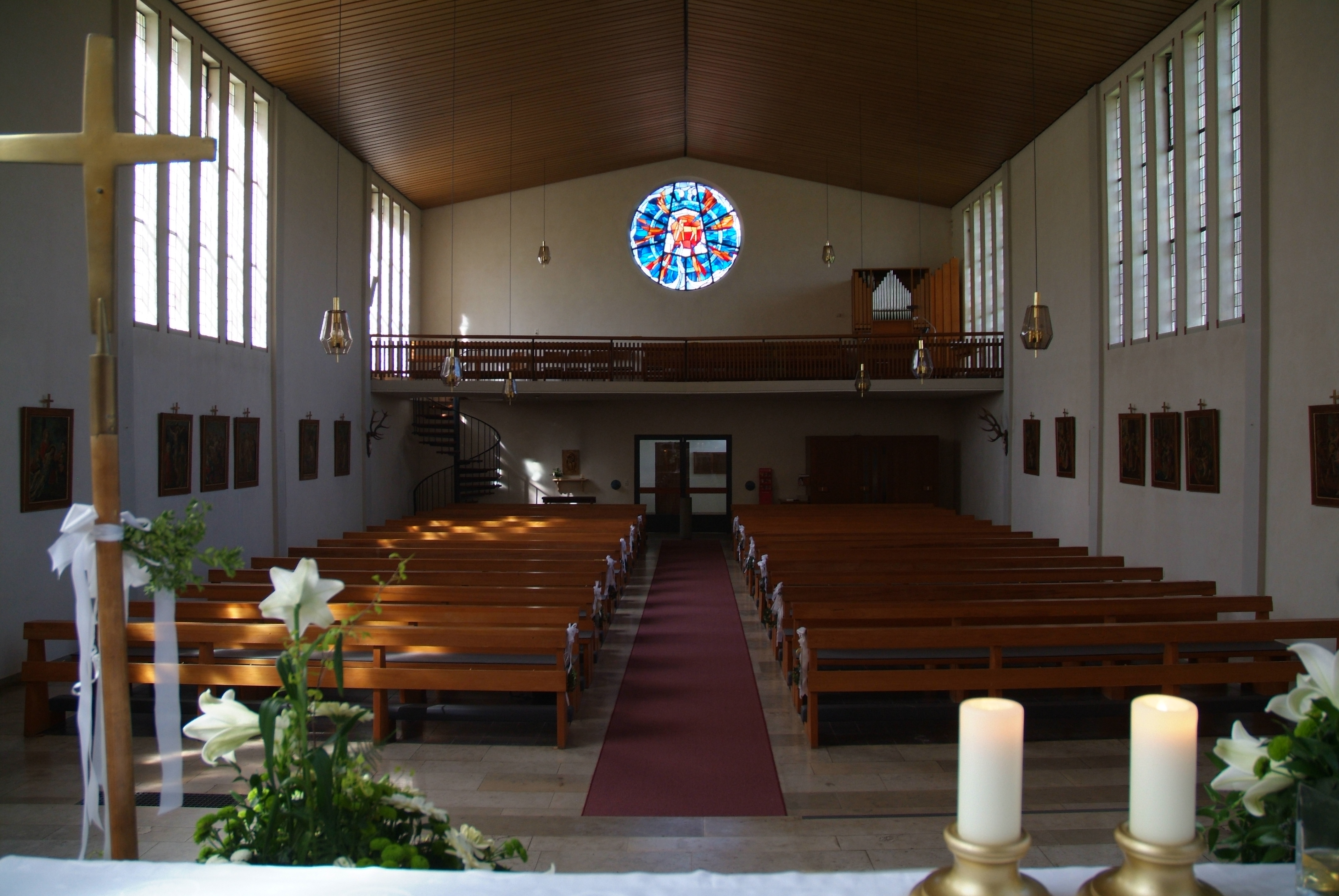
Innenansicht Richtung Orgel und Eingang

## Geschichte der Kirchen
Bereits unter dem Fuldaer Abt Hadamar (927–956) wird eine Siedlungseinheit Rodaha in der Karlmannschenkung urkundlich erwähnt. Als „Superior Rodaha“ wird Abt Richard (1018–1039) bei der erstmaligen Nennung von Oberrode erwähnt. Zu dieser Zeit war Haimbach ein alter Kirchspielort seit der Gründung des Klosters Fulda und rund 5 km Fußweg von Oberrode/Mittelrode entfernt. 1720 wurde in Mittelrode die erste Kapelle St. Josef unter Fürstabt Konstantin von Buttlar errichtet.
Im Jahr 1914 gelang es den Bürgern mit 1.200 RM einen Kirchbaufond zum Bau einer eigenen Kirche einzurichten. Jedoch mit dem Beginn des Ersten Weltkriegs wurden die Bestrebungen zum Neubau einer eigenen Kirche unterbrochen. Auch der folgende Zweite Weltkrieg brachte wieder Rückschläge, bis 1949 ein Bauplatz für eine Kirche und die Anlegung eines Friedhofs vermessen werden konnten. Erst 1960 befürwortete der zuständige Pfarrer von Haimbach Alexander Werthmüller den Kirchenbau in Oberrode und beauftragte 1962 den Architekten Richard Möller, Neuhof, mit der Planung der neuen Kirche. Zur gleichen Zeit wurde die alte Pfarrkirche in Rommerz aus dem Jahre 1865 abgebrochen und deren Bruchsteine für den Bau der neuen Kirche St. Hubertus verwendet. Der Grundstein wurde am 16. Juni 1963 gelegt und am 13. September 1964 erfolgte die Kirchweihe durch Domkapitular Hermann Pralle. Durch den Bischof von Lüttich /Belgien wurde am 19. dem Wunsch von Pfarrer Wertmüller entsprochen und der neuen Filialkirche eine Reliquie des hl. Hubertus über den Diözesanbischof Adolf Bolte übergeben. Am 1. Juli 1967 wurde die Einrichtung der Filialkirchengemeinde Oberrode/Mittelrode durch die bischöfliche Behörde genehmigt.

## Pastoralverbund
Die Gemeinde gehört seit 2021 zur Pfarrei St. Martin Fulda, zu der sich alle bisherigen Gemeinden des Pastoralverbundes St. Antonius von Padua Fulda-West zusammengeschlossen haben. Pfarrkirche ist die Kirche St. Andreas (Fulda-Neuenberg) in Fulda-Neuenberg.

## Architektur
Die Kirche St. Hubertus wurde nach den Plänen von Architekt Richard Möller, Neuhof, im Jahre 1963/64 errichtet. Sie ist ein Rechteckbau von 21,95 m Länge und 12,25 m Breite und entspricht der Architektur der 1960er Jahre durch Einfachheit, fast Strenge. Das Kirchenschiff ist als Saalkirche nordsüdlich orientiert und verfügt über einen 4,14 m tiefen rechteckigen Chorraum.
Im Norden steht der quadratische 28 m hohe und sich zur Spitze hin verjüngende Kirchturm mit vier Schallfenstern in Höhe der Glockenstube. Der markante Turmhelm ist eine Stahlkonstruktion und mit Kupfer gedeckt. Das sichtbare weiße Sandsteinmauerwerk gibt der Nord- und Südfassade des Kirchenschiffes sowie dem Kirchturm ein naturnahes Aussehen. Der Turm trägt eine Turmuhr und einen Wetterhahn.

## Künstlerische Gestaltung
Die Ausstattung der Kirche ist eine modern-barocke Mischung. Der Hochaltar, der wohl um 1700 entstanden ist, stammt aus der abgebrochenen barocken Kapelle von 1650 (der alten Kirche von Nüsttal-Morles). Zum Hubertus-Altar wurde er vom Holzbildhauer Aloys Knapp, Neuenberg, und dem Restaurator Willy Eckert aus Bad Mergentheim unter Verwendung von Antiquariatsgegenständen umgestaltet. Der in der Mitte des Triumphbogens stehende Kirchenpatron St. Hubertus ist eine aus dem Antiquariat erworbene Barock-Statue des Salzburger Landes. Die Insignien Hirschkopf und Kreuz ergänzen den heutigen Hochaltar und wurden in Polierweiß und Glanzgold im Stil des Hochbarocks von Eckert neu gefasst. Den Altar krönt ein Altarauszug mit einem Annabild und ein abschließendes Altarkreuz.

## Orgel
Für die Kirche wurde 1971 eine erste behelfsmäßige elektrische Orgel beschafft. Die neue Hey-Orgel wurde am 11. Dezember 1977 eingeweiht.

## Glocken

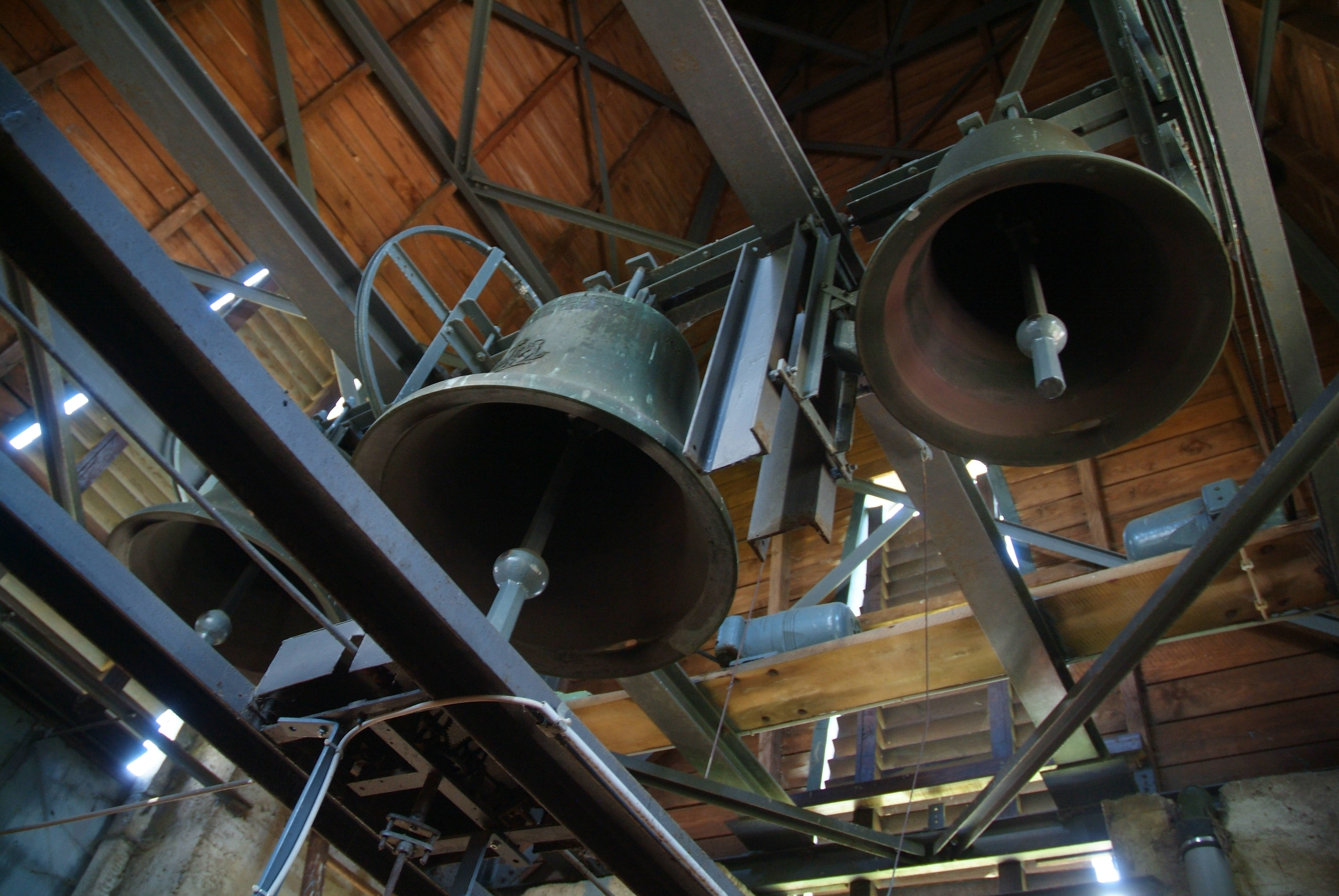
Das Dreigeläute von St. Hubertus

Im Glockenturm von St. Hubertus, der von einer Turmuhr geziert wird, hängt ein Dreigeläut auf einer Ebene.
Die St.-Maria-Glocke ist ein Geschenk des Diözesanbischofs Adolf Bolte vom 8. September 1964.
Am 8. Dezember 1968 wurden die neu beschafften Glocken St. Hubertus und St. Sebastian von Domkapitular Ludwig Pralle geweiht.

## Bildergalerie

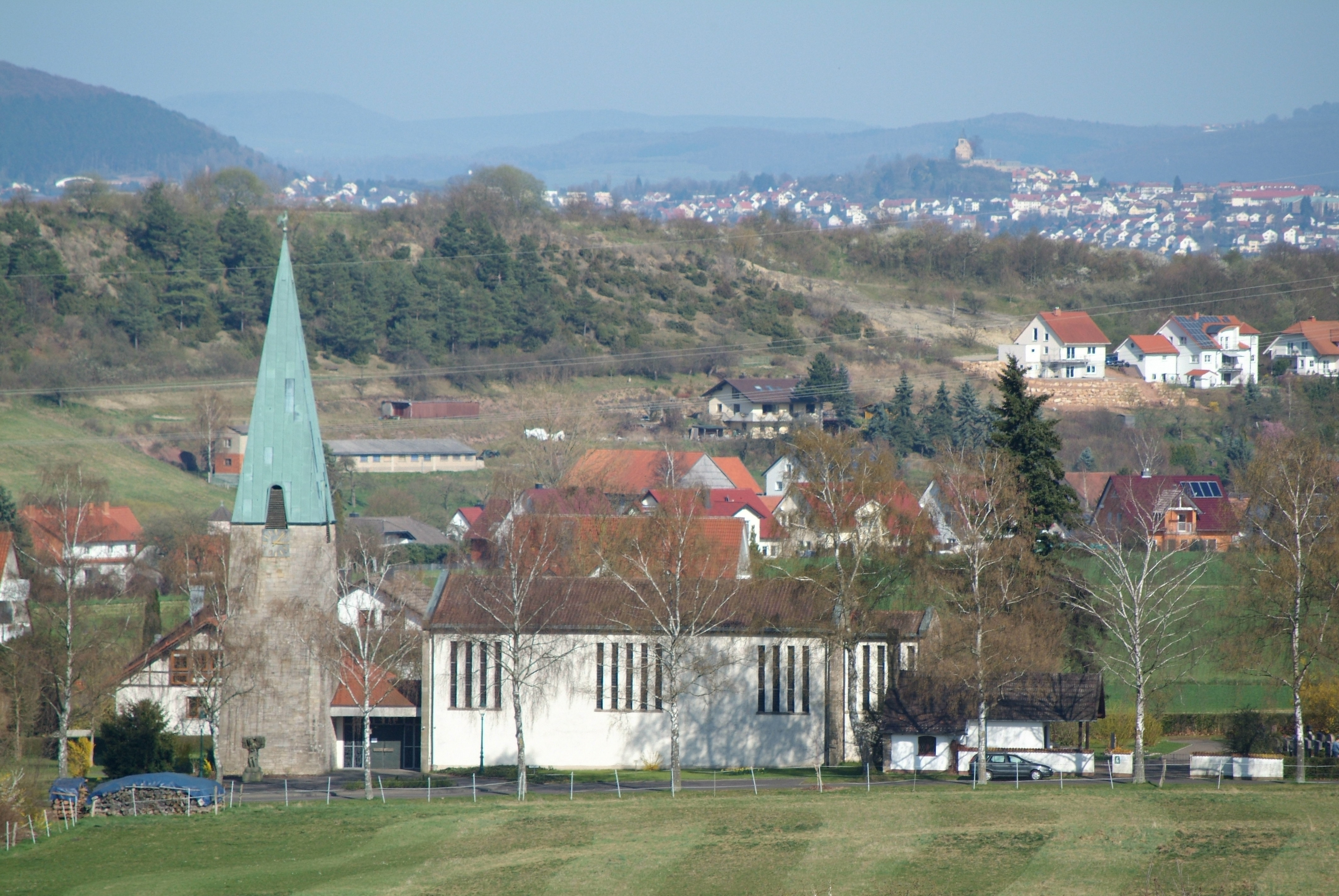
St. Hubertus von Osten mit Kirchplatz und Denkmal St. Sebastian vor dem Kirchturm
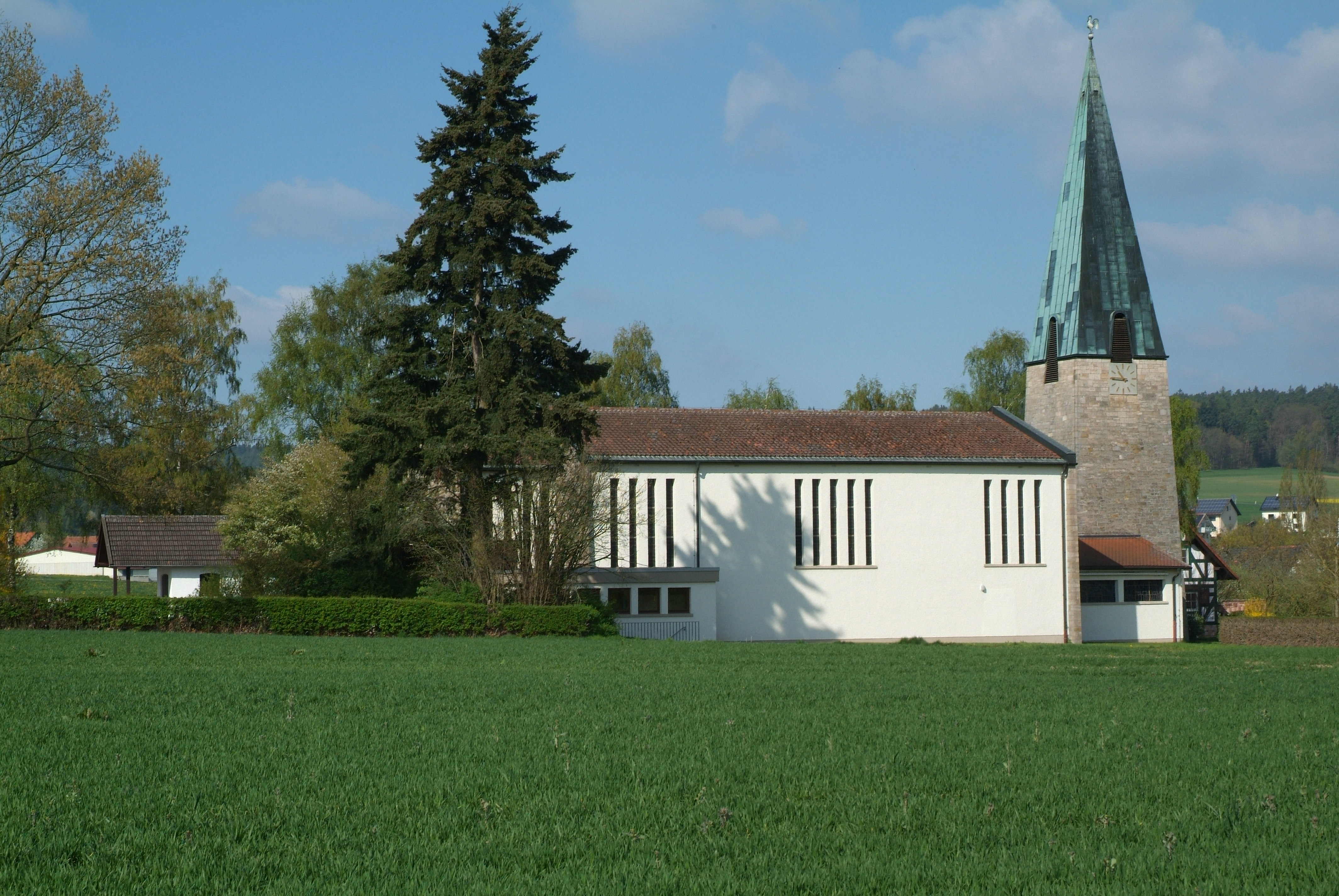
St. Hubertus von Westen
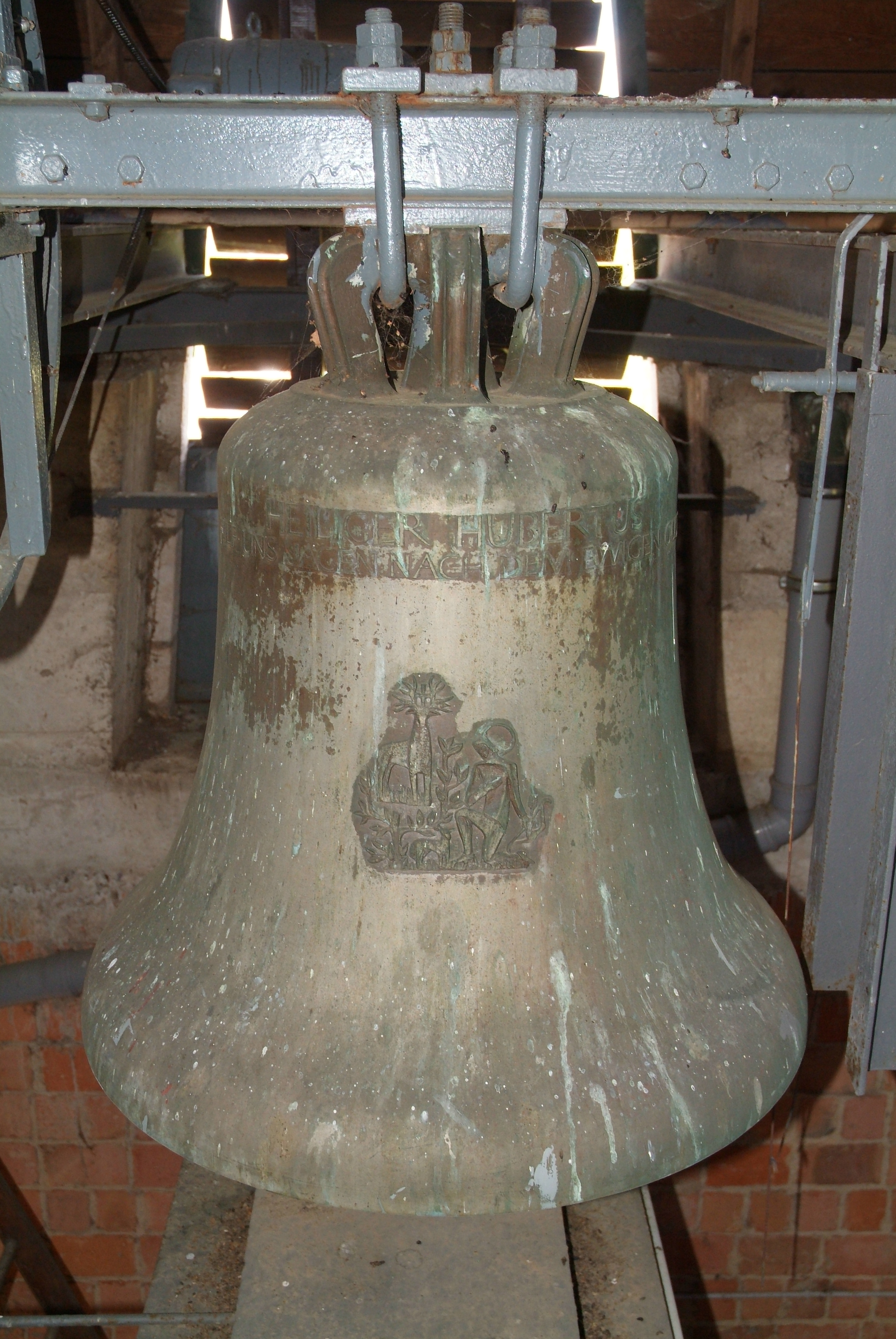
Die Glocke St. Hubertus – Kirchenpatron
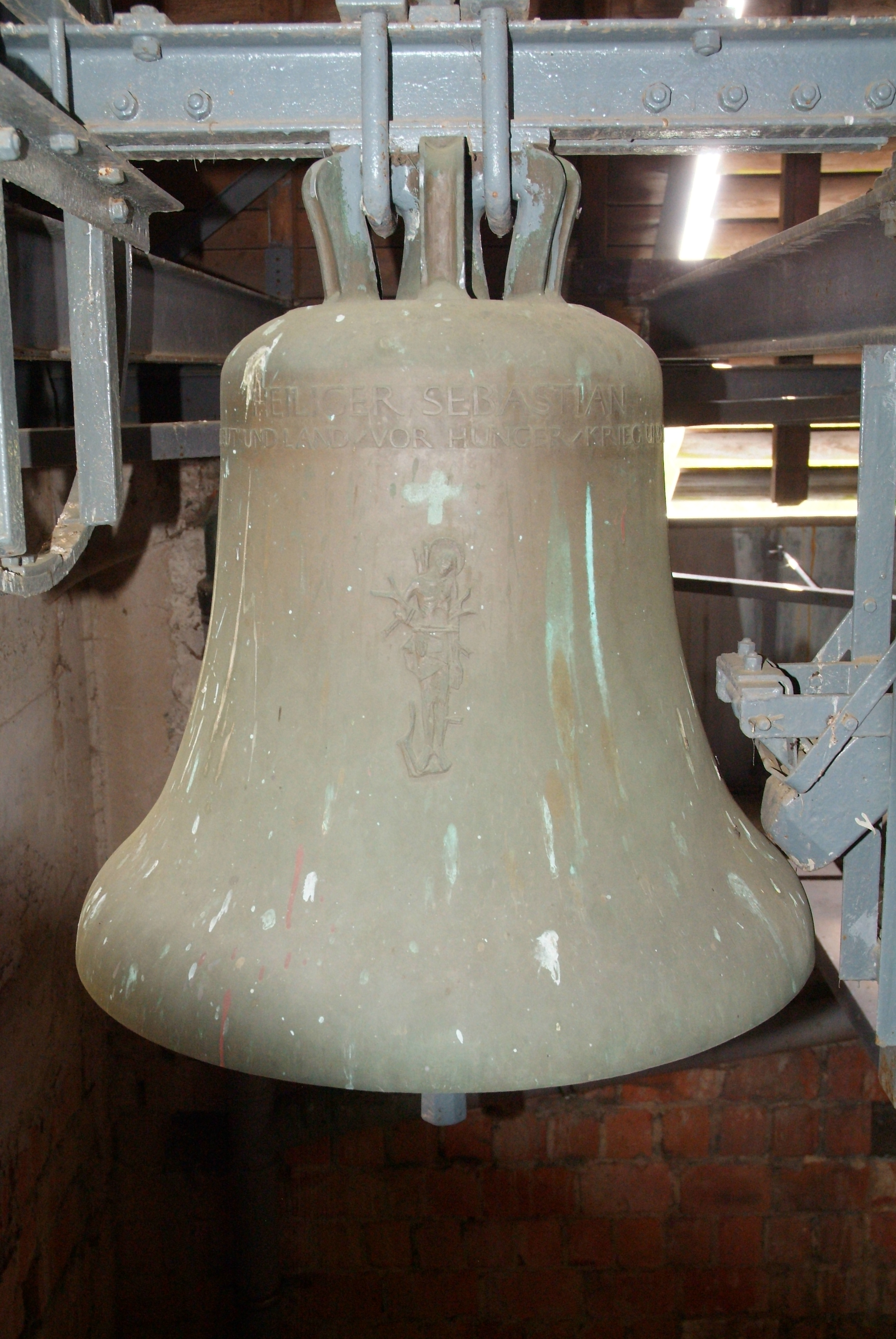
Die Glocke St. Sebastian – Schutzheiliger von Oberrode
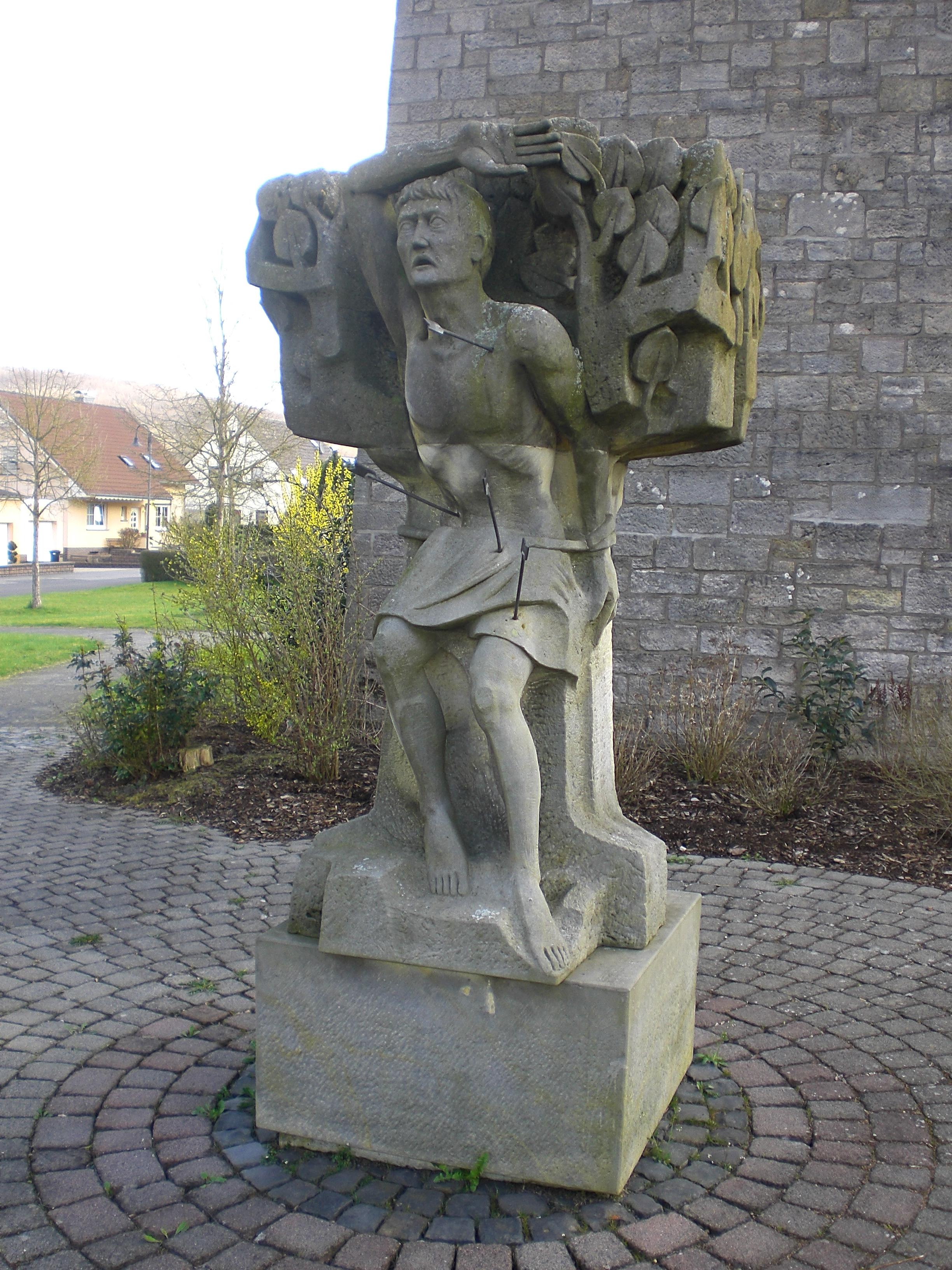
Denkmal des Hl. Sebastian auf dem Kirchplatz

## Pfarrgemeinde
Die Gemeinde gehört seit 2021 zur Pfarrei St. Martin Fulda, zu der sich alle bisherigen Gemeinden des Pastoralverbundes St. Antonius von Padua Fulda-West zusammengeschlossen haben. Pfarrkirche ist die Kirche St. Andreas (Fulda-Neuenberg) in Fulda-Neuenberg.